# Stanisław Roman Sakowicz
Stanisław Roman Sakowicz, Korwin-Sakowicz (ur. 10 listopada?/22 listopada 1896 w Pskowie, zm. 28 kwietnia 1969 w Dąbrowie koło Warszawy), ichtiolog polski, profesor Wyższej Szkoły Rolniczej w Olsztynie, organizator, pierwszy dyrektor i patron Instytutu Rybactwa Śródlądowego w Olsztynie.

## Życiorys
Był synem Leonarda, inżyniera budowy mostów, i Heleny z Malickich. Uczęszczał do gimnazjum realnego w rodzinnym Pskowie, gdzie w 1914 uzyskał maturę; podjął w tymże roku studia w Instytucie Inżynierii Lądowej w Piotrogrodzie, ale po kilku miesiącach musiał przerwać naukę, powołany do armii Imperium Rosyjskiego. Udział w walkach okupił ciężką raną i w efekcie amputacją prawej ręki. Pozostawał na terenie Rosji także w okresie kolejnych rewolucji i wojny domowej, do Polski powrócił dopiero w 1921.
Początkowo pracował w dziale gospodarczym Banku Angielsko-Polskiego w Warszawie. Od 1922 zatrudnienie to łączył ze studiami na Wydziale Rolniczym Szkoły Głównej Gospodarstwa Wiejskiego, by w 1926, wsparty stypendium naukowym, skoncentrować się wyłącznie na studiach ze specjalizacją w Zakładzie Ichtiologii i Rybactwa, pod kierunkiem Franciszka Staffa i Teodora Spiczakowa. W kwietniu 1927 otrzymał dyplom inżyniera rolnika z odznaczeniem. W latach 1927–1933 był kolejno asystentem i starszym asystentem w Zakładzie Ichtiologii i Rybactwa, kierowanym przez prof. Staffa. Od grudnia 1928 jednocześnie pracował jako referent rybacki w Ministerstwie Rolnictwa i Reform Rolnych, a od września 1930 do wybuchu II wojny światowej jako inspektor rybacki.
W latach międzywojennych ogłosił kilkadziesiąt prac, propagujących racjonalną gospodarkę rybną i oparcie jej na podstawach naukowych. Publikacje te ukazywały się na łamach „Archiwum Hydrobiologii i Rybactwa”, „Roczników Nauk Rolniczych i Leśnych”, „Kwartalnika Statystycznego”, „Przeglądu Rybackiego”. Brał aktywny udział w pracach nad nowoczesną ustawą o rybołówstwie z 1932. Udzielał się w pracy szkoleniowej w terenie, prowadząc zajęcia z wojewódzkimi inspektorami rybactwa. Wielkopolskie i Pomorskie Towarzystwo Rybackie nadało mu w 1935 dyplom mistrza rybackiego, który stał się po latach najwyżej przez samego Sakowicza cenionym wyróżnieniem. Z okresu międzywojennego pochodzi również praca monograficzna Węgorz (Anguilla vulgaris Turt). Biologia i zarys produkcji (1930).
W okresie okupacji Sakowicz nadal pracował w rybactwie; kierował warszawskim oddziałem Związku Organizacji Rybackich, zorganizował tajną drukarnię związku w Warszawie, a nowe kadry szkolił w liceum rybackim w Warszawie, działającym jako Prywatna Szkoła Rybacka II stopnia Franciszka Staffa, a faktycznie stanowiącym konspiracyjną kontynuację studiów rybackich Szkoły Głównej Gospodarstwa Wiejskiego. Uczył też w Niższej Szkole Rybackiej w Tatarze pod Rawą Mazowiecką. Pod kierunkiem Staffa pracował nad rozprawą doktorską o stawach rybnych. Po powstaniu warszawskim został w listopadzie 1944 wysiedlony z rodziną z Łomianek i do lutego 1945 przebywał w Pruszkowie.
W marcu 1945 obronił w Szkole Głównej Gospodarstwa Wiejskiego pracę doktorską Stawy rybne w Polsce. Rozmiar, rozmieszczenie, produkcja i charakterystyka sztucznego gospodarstwa rybnego oraz jego rozwój w okresie lat 1923–1938 i miesiąc później został adiunktem w Zakładzie Ichtiologii i Rybactwa tej uczelni. W latach 1945–1947 był zarazem konsultantem rybackim Ministerstwa Rolnictwa i Reform Rolnych. Pełnił w tym okresie także inne funkcje - urzędującego wiceprezesa Związku Organizacji Rybackich (1945-1950), prezesa Rady Nadzorczej „Centrali Rybnej” (1946–1948), członka kolegium redakcyjnego „Przeglądu Rybackiego", przewodniczącego Komitetu zarządzającego Funduszem Ochrony Rybołówstwa, przewodniczącego Zespołu Rybackiego Rady Naukowej przy Ministrze Rolnictwa. 13 stycznia 1948 na Wydziale Rolniczym Szkoły Głównej Gospodarstwa Wiejskiego przedstawił rozprawę Zarys akcji zarybiania na wodach otwartych, na podstawie której habilitował się i w 1950 został docentem rybactwa. 
W czerwcu 1950 minister rolnictwa powierzył mu pełnomocnictwo do zorganizowania Instytutu Rybactwa Śródlądowego. Instytut, pod kierownictwem Sakowicza, rozpoczął działalność wraz z początkiem roku 1951, tymczasowo z siedzibą w stolicy; jesienią tegoż roku został przeniesiony do Olsztyna. Stanisław Sakowicz, który w 1951 odebrał kolejno nominacje na zastępcę profesora i profesora nadzwyczajnego, poza kierowaniem Instytutem otrzymał w Olsztynie także obowiązki w powstałej rok wcześniej Wyższej Szkole Rolniczej. Zajął się organizacją Wydziału Rybackiego (pełnił funkcję pierwszego dziekana, w 1954 zastąpiony przez Roberta Towarnickiego), w tym Katedry Rybactwa, którą kierował aż do przejścia na emeryturę. W ramach Katedry działały w tym okresie trzy zakłady, a bliskimi współpracownikami Sakowicza byli profesor Władysław Mańkowski stojący na czele Zakładu Łowisk i Zasobów Morza oraz magister Tadeusz Wojno (późniejszy profesor) z Zakładu Gospodarki Stawowej. 
Instytut Rybactwa Śródlądowego, który otrzymał siedzibę w olsztyńskim miasteczku akademickim Kortowo wraz z Wyższą Szkołą Rolniczą (późniejszą Akademią Rolniczo-Techniczną), składał się u progu swojej działalności z działów i zamiejscowych stacji badawczych, a od 1955 z zakładów. W okresie dyrekcji profesora Sakowicza powstały też filie w Gdańsku-Oliwie, Giżycku, Żabieńcu pod Warszawą. Sakowicz dbał zarówno o rozwój instytucji pod względem bazy techniczno-badawczej, jak i personelu naukowego; krótko po jego odejściu na emeryturę zatrudnionych było w Instytucie pięciu profesorów i pięciu docentów, a łącznie niemal 150 osób.
We wrześniu 1961 otrzymał tytuł profesora zwyczajnego. Poza pracą naukowo-dydaktyczną i organizacyjną w Olsztynie pełnił szereg funkcji naukowych z wyboru i mianowania, m.in. wchodził w skład Komitetu Hydrobiologicznego i Komitetu Zootechnicznego Polskiej Akademii Nauk, był członkiem rzeczywistym Sekcji Rybackiej Polskiego Komitetu Współpracy z FAO, członkiem Redakcji Naczelnej "Roczników Nauk Rolniczych", członkiem Rady Naukowo-Technicznej przy Ministrze Rolnictwa, członkiem Rad Naukowych: Zakładu Biologii Wód PAN, Morskiego Instytutu Rybackiego, Instytutu Biologii Stosowanej Wyższej Szkoły Rolniczej w Olsztynie, Instytutu Rybactwa Śródlądowego w Olsztynie. Przeszedł na emeryturę w 1967, otrzymując specjalne świadczenie w uznaniu zasług w dziedzinie rybactwa; znaczna część tworzonego niegdyś przez niego wydziału była już wówczas przeniesiona do Wyższej Szkoły Rolniczej w Szczecinie, Sakowicz pozostał jednak w Olsztynie i jeszcze przez rok kierował Instytutem Rybactwa Śródlądowego, do jesieni 1968. Na stanowisku dyrektora Instytutu zastąpił go wówczas profesor Bronisław Dąbrowski.
Po ostatecznym odejściu z pracy w placówkach olsztyńskich Stanisław Sakowicz osiadł w podwarszawskiej Dąbrowie, pozostawał jednak czynny naukowo i utrzymywał kontakt z Olsztynem. Zmarł nagle wiosną 1969, pochowany został na cmentarzu Powązkowskim w Warszawie.
Łączny dorobek naukowy profesora Sakowicza liczy 116 pozycji - prac naukowych, popularnonaukowych, skryptów, z czego 89 w okresie powojennym. W końcu lat 40. XX wieku kierował prowadzonymi na szeroką skalę badaniami biologiczno-rybackimi Wisły. Zajmował się też poszukiwaniem przyrodniczych podstaw produkcji rybackiej jezior, czego efektem stała się monografia zespołowa Projekt urządzenia gospodarki rybackiej w jeziorze Tajty; badania kontynuowano w jeziorach okolic Węgorzewa, a potem całej Polski. Szczególną uwagę Sakowicz poświęcił troci jeziorowej, organizując badania zespołowe nad tą rybą. Redagował pracę zbiorową Monografia biologiczno-gospodarcza troci (Salmo trutta morpha lacustris L.) jeziora Wdzydze (1961), w której ogłosił swoją pracę Rozród troci (Salmo trutta morpha lacustris) z jeziora Wdzydze. Ogłosił ponadto m.in. Urządzenia rybackie wód otwartcyh (1948), Zarys gospodarki rybackiej na wodach otwartych, część 2: Podniesienie liczebności pogłowia ryb (1952), Przepławki komorowe. Biologiczne zasady projektowania (1954, ze Stanisławem Żarneckim), Rybactwo a problemy żywnościowe świata (1956).
Pod kierunkiem Stanisława Sakowicza dyplomy magisterskie uzyskało ponad 40 osób, stopień doktora uzyskało 16 naukowców, habilitacje - 3 osoby. Wśród jego uczniów byli m.in. przyszli profesorowie - Tadeusz Wojno, Jan Szczerbowski, Rajmund Trzebiatowski. Cieszył się opinią utalentowanego pedagoga, a skrupulatni studenci potrafili z jednego jego wykładu wyłowić 83-krotnie powtórzone, charakterystyczne "właściwie rzecz biorąc" czy niemal równie częste "proszę pana". W 1987 jego imię nadano Instytutowi Rybactwa Śródlądowego w Olsztynie, został również patronem jednej z olsztyńskich ulic. Jego imię nosi ponadto stypendium dla studentów i młodych pracowników naukowych, przyznawane przez sekcję rybacką Stowarzyszenia Inżynierów i Techników Rybactwa.
Profesor Sakowicz był odznaczony m.in. Krzyżem Kawalerskim (1945), Oficerskim (1959) i Komandorskim (1967) Orderu Odrodzenia Polski, Złotym Krzyżem Zasługi (przed II wojną światową), Medalem 10-lecia Polski Ludowej. Był dwukrotnie żonaty; pierwsza żona Zenobia z Bordziłowskich zmarła w 1948, drugą żoną była Krystyna, I voto Piotrowska (nazwisko panieńskie nieznane). Nie miał własnych dzieci, wychowywał dwójkę dzieci przybranych.